# 萊克盧澤恩 (紐約州普查規定居民點)
萊克盧澤恩（英語：Lake Luzerne）是位於美國紐約州沃倫縣的普查規定居民點。

## 人口
根據2020年美國人口普查的數據，萊克盧澤恩的面積為12.13平方千米，當中陸地面積為10.80平方千米，而水域面積為1.33平方千米。當地共有人口1336人，而人口密度為每平方千米110.14人。